# Kwashi
Kwashi oder Pankrazlilie (Pancratium trianthum) ist eine Pflanzenart aus der Gattung Trichternarzissen (Pancratium) innerhalb der Familie der Amaryllisgewächse (Amaryllidaceae). Sie wird als psychoaktive Pflanze verwendet.

## Beschreibung

### Vegetative Merkmale
Die Pankrazlilie ist eine ausdauernde, krautige Pflanze, die Wuchshöhen von bis zu 60 Zentimetern erreicht. Als Überdauerungsorgan bildet sie eine häutige Zwiebel. Die linealischen Laubblätter erscheinen meist gleichzeitig mit den Blütenständen.

### Generative Merkmale
Auf einem aufrechten, kräftigen Blütenstandsschaft befindet sich ein endständiger, doldiger Blütenstand mit einer Spatha und wenigen Blüten. Die relativ große, duftende, zwittrige Blüte ist dreizählig. Die Kronröhre ist lang und schlank. Die sechs weißen Blütenhüllblätter sind schmal und bespitzt. Es ist eine gezähnte Nebenkrone aus den verwachsenen Staubfäden vorhanden. Es sind sechs Staubblätter mit kurzen, freien Staubfäden und ein unterständiger Fruchtknoten mit langem Griffel ausgebildet.
Die relativ kleinen Kapselfrüchte enthalten viele Samen.

## Verbreitung
Das Verbreitungsgebiet der Pankrazlilie reicht von der Sahara bis Westafrika und ins nördlichen tropischen Afrika.

## Taxonomie
Die Erstbeschreibung von Pancratium trianthum erfolgte 1840 durch William Herbert in Annals of Natural History, Volume 4, S. 28. . Synonyme für Pancratium trianthum Herb. sind: Pancratium saharae Coss. ex Batt., Pancratium saharae var. chatinianum Batt., Pancratium trianthum var. chatinianum (Batt.) Maire & Weiller, Pancratium trianthum var. saharae (Coss. ex Batt. & Trab.) Maire

## Inhaltsstoffe und Wirkung
Hordenin, Lycorin, Trispheridin, Tazettin.
Die Pflanzenteile sind stark giftig. Es kann zu Lähmungen kommen.
Kwashi wird von einigen Stämmen in Afrika als Droge (rituelle Bedeutung) konsumiert. Die Zwiebel kann auf Wunden und Ekzeme aufgelegt werden.

## Rechtslage
In Deutschland unterliegt Kwashi nicht dem BtMG.